# Femke Remels
Femke Remels (Hasselt, 3 mei 1999) is een Belgische handbalster.

## Biografie
Remels begon in 2009 bij Initia Hasselt als jeugdspeelster waar ze 5 seizoenen verbleef. Daarna ging ze via een tussenstop bij Arena Hechtel in 2015 naar HB Sint-Truiden. In haar eerste jaar bij Sint Truiden belandde ze door de vele blessure last onmiddellijk in eerste nationale. Bij Sint Truiden werd ze landskampioen in 2017 en 2018 en bekerwinnaar in 2018 en 2019.
Ondertussen begon Remels ook aan de Universiteit Hasselt waar ze handelswetenschappen studeerde. Ze werd geselecteerd voor het nationale damesteam Black Arrows.